# Mohamed Radouani
Mohamed Radouani (ur. 12 grudnia 1989) – marokański piłkarz występujący na pozycji pomocnika w klubie Renaissance Zemamra.

## Kariera klubowa
Do 2020 roku grał w drużynie Chabab Mohammédia.
18 października 2020 został zawodnikiem Renaissance Zemamra. W Zemamrze zadebiutował 5 grudnia 2020 w meczu z Renaissance Berkane (0:2). Pierwszą bramkę strzelił 24 kwietnia 2021 w meczu z Maghrebem Fez (1:1). Do 30 maja 2021 rozegrał w tym klubie 21 meczów (20 ligowych), raz trafił do bramki przeciwnika i raz asystował.

## Statystyki

### Klubowe
Stan na 30 maja 2021
| Sezon   | Klub                | Kraj   | Rozgrywki | Mecze | Gole |
| ------- | ------------------- | ------ | --------- | ----- | ---- |
| 2020/21 | Renaissance Zemamra | Maroko | GNF 1     | 20    | 1    |